# Парадајс (Невада)
Парадајс (енгл. Paradise) насељено је место без административног статуса у америчкој савезној држави Невада.

## Демографија
По попису из 2010. године број становника је 223.167, што је 37.097 (19,9%) становника више него 2000. године.
| Група             | 2000.           | 2010.           |
| Белци             | 111.017 (59,7%) | 103.257 (46,3%) |
| Афроамериканци    | 12.260 (6,6%)   | 19.918 (8,9%)   |
| Азијати           | 12.135 (6,5%)   | 21.106 (9,5%)   |
| Хиспаноамериканци | 43.663 (23,5%)  | 69.599 (31,2%)  |
| Укупно            | 186.070         | 223.167         |